# Wustrow (Wendland)
Wustrow é uma cidade da Alemanha localizada no distrito de Lüchow-Dannenberg, estado da Baixa Saxônia. A cidade estende-se ao longo do rio Jeetzel.
Pertence ao Samtgemeinde de Lüchow. 
A cidade possui um museu e somente uma igreja, a Igreja de São Lorenço. É uma igreja protestante que foi construída em 1518 em estilo gótico. Sobre a entrada, um relevo é notável, mostra São Lorenço e o fundador da igreja. Em 1691, uma grande parte da igreja foi destruída por um incêndio. Em 1693, a igreja foi reconstruída. A torre foi construída em 1902.

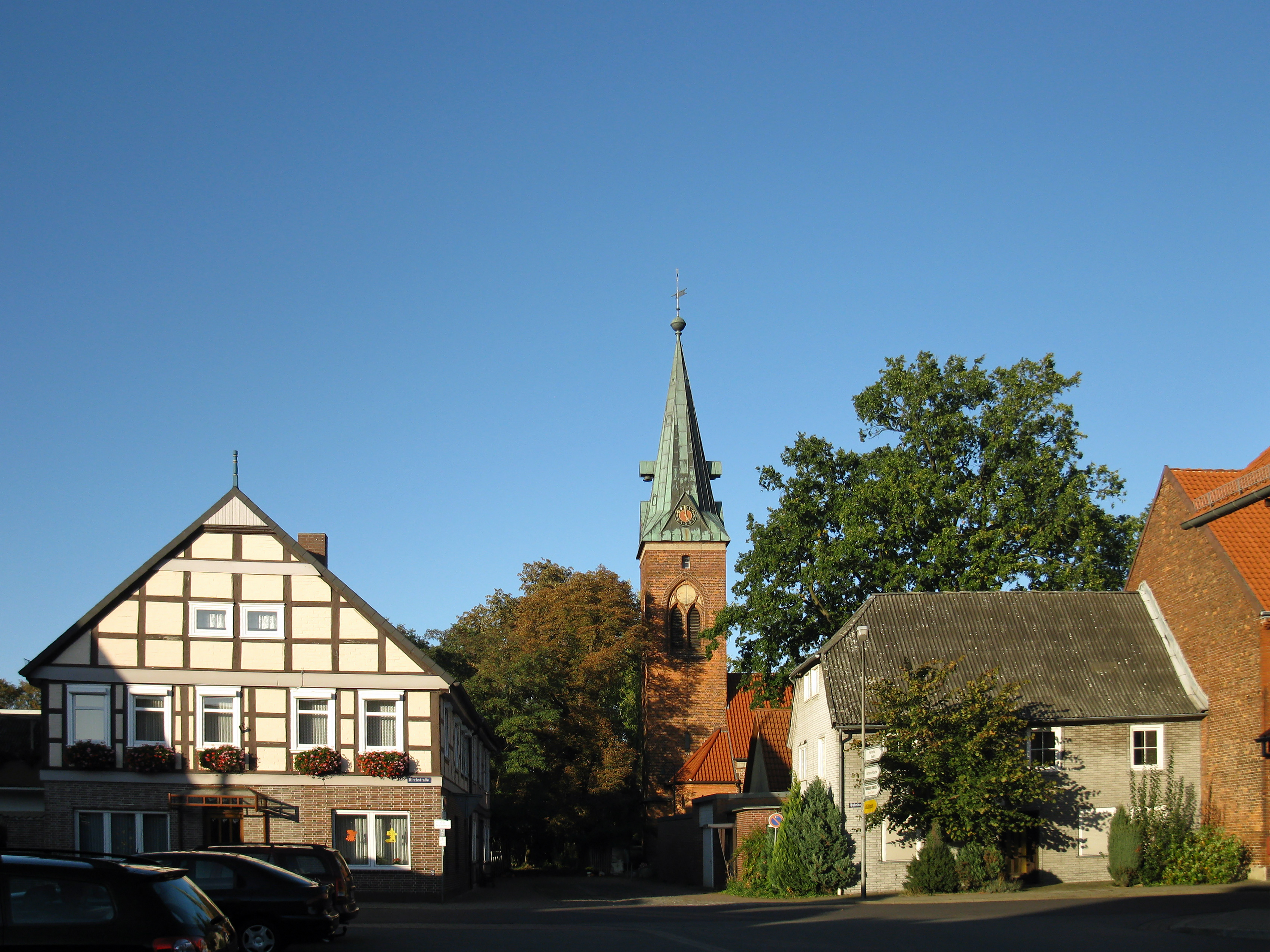
Praça do Mercado de Wustrow (Wendland).

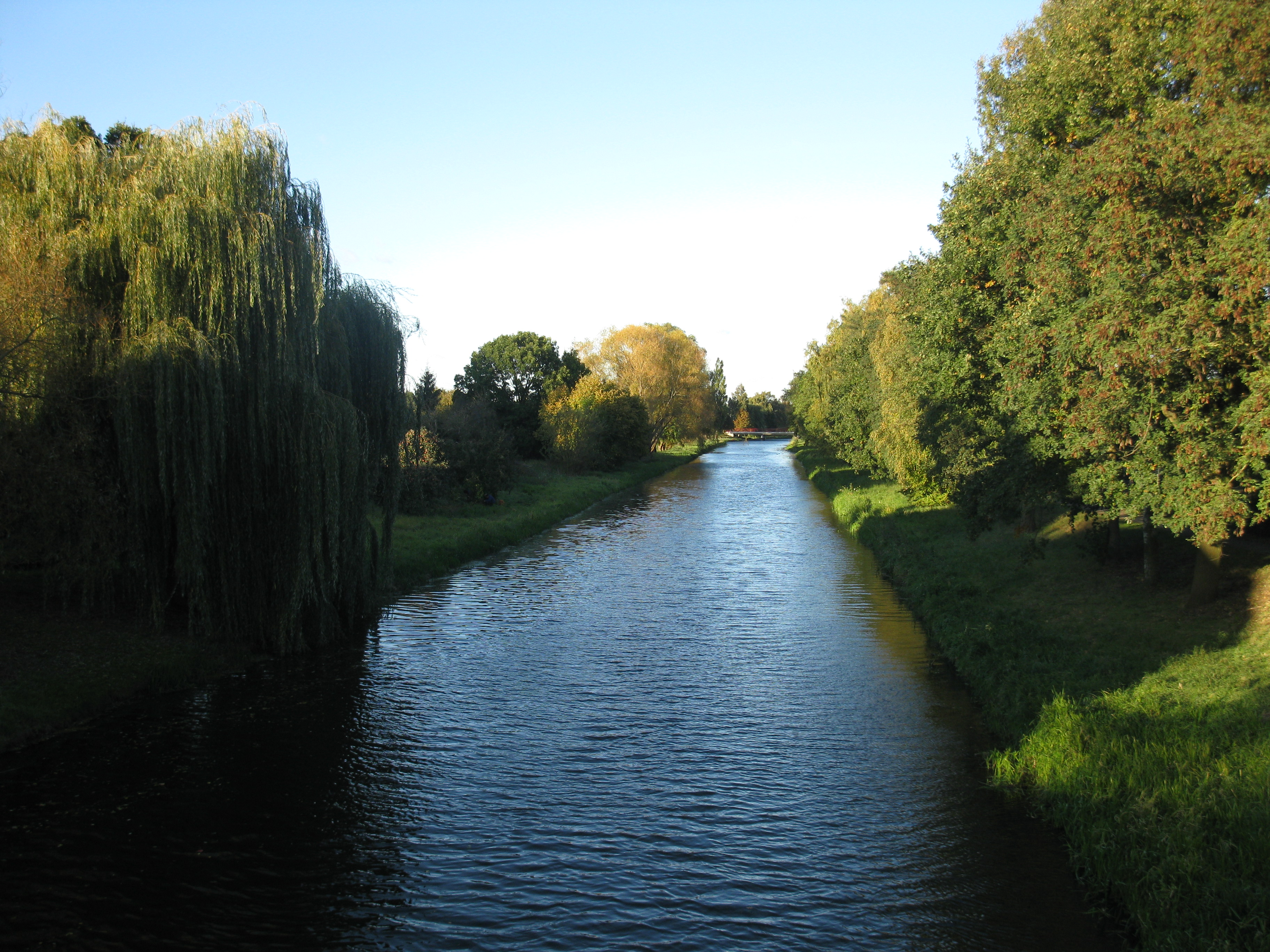
Rio Jeetzel em Wustrow (Wendland).

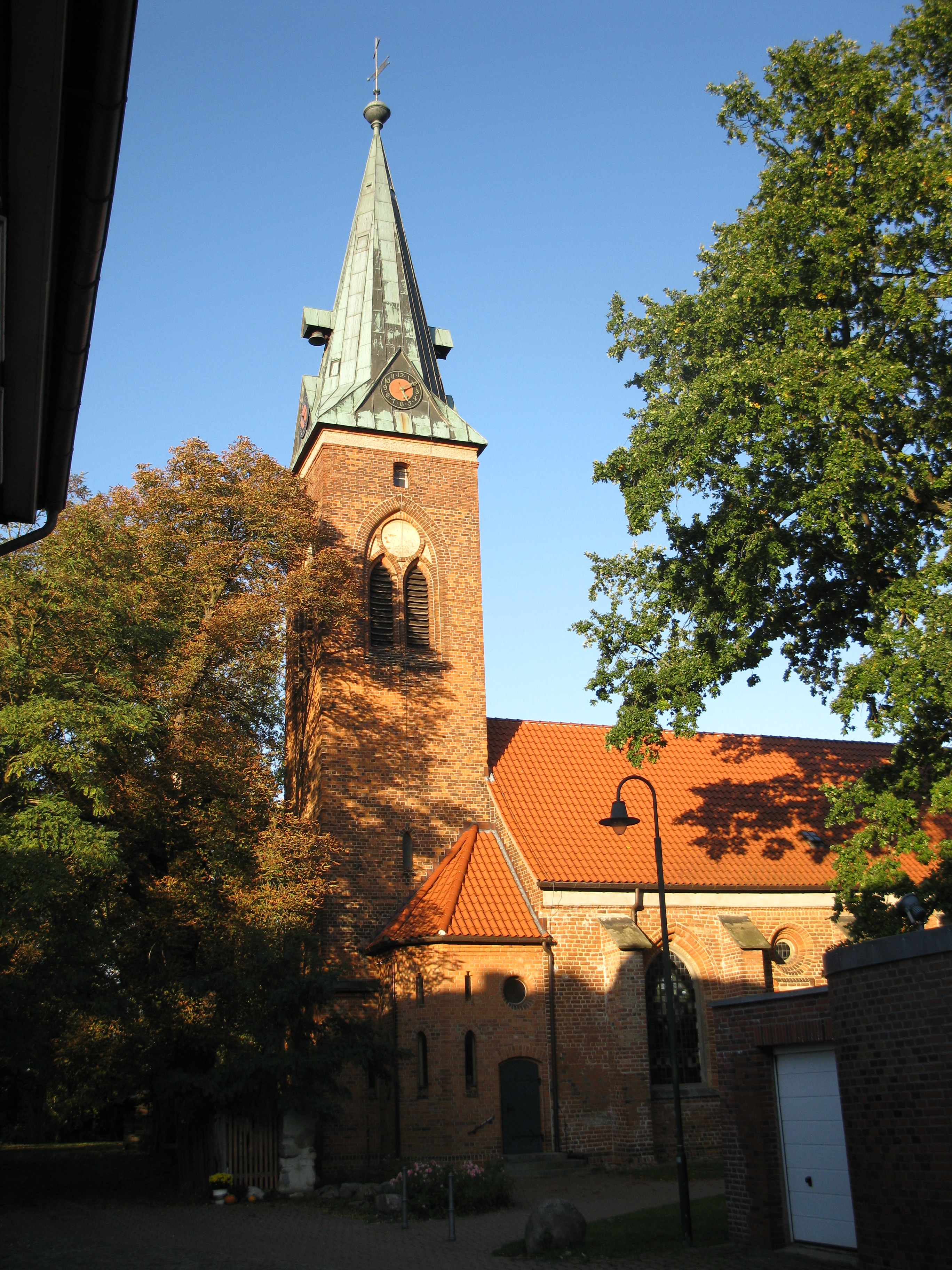
Igreja protestante em Wustrow(Wendland).

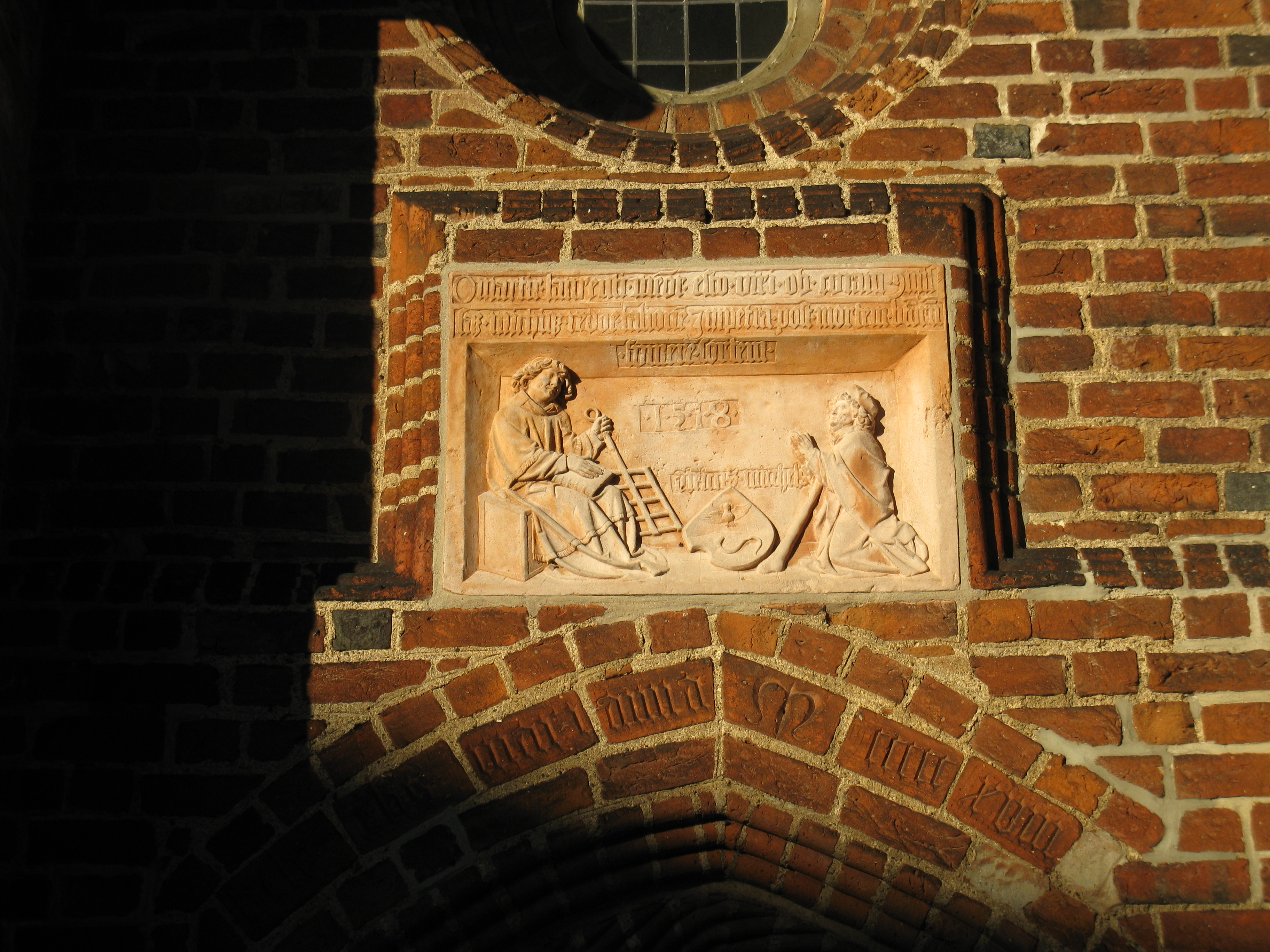
Relevo sobre a entrada da igreja.